# Buram-dong
Buram-dong (koreanska: 불암동) är en stadsdel i staden Gimhae i provinsen Södra Gyeongsang i den sydöstra delen av Sydkorea, 310 km sydost om huvudstaden Seoul.